# Suite en ré dans le style ancien
Pour les articles homonymes, voir Suite dans le style ancien.
La Suite en ré dans le style ancien, op. 24, est une œuvre de musique de chambre de Vincent d'Indy. Composée en 1886 à destination de la Société de concert amateur « La Trompette », elle est jouée l'année suivante à la Société nationale de musique.

## Présentation
La Suite en ré dans le style ancien est la deuxième page de musique de chambre de Vincent d'Indy, après son Quatuor avec piano, op. 7. C'est un septuor écrit pour une trompette naturelle (sans pistons) en ré, deux flûtes et un quatuor à cordes,. 
La partition, qui porte le numéro d'opus 24, est composée en 1886,. Elle est destinée à la Société « La Trompette », à l'origine déjà du Septuor pour piano, trompette et cordes (1879-1880) de Camille Saint-Saëns,.  
La création publique de la Suite se déroule lors d'un concert de la Société nationale de musique, salle Pleyel à Paris, le 5 mars 1887, avec Xavier-Napoléon Teste à la trompette, Paul Taffanel et Alfred Lefèbvre aux flûtes, et le Quatuor Rémy.
D'esprit faussement baroque, cette suite joue habilement sur le contraste entre les cordes et le trio à vent constitué des deux flûtes et de la trompette.

## Structure
La Suite en ré dans le style ancien, d'une durée moyenne d'exécution de quinze minutes environ, reflète « l'entrain du compositeur qui, dira-t-il, s'est « extrêmement amusé à écrire » ». Elle est constituée de cinq mouvements, liés par « l'élément thématique commun donné par les ré et la obstinés de la trompette », :
1. Prélude – « Lent », à quatre temps (), en ré majeur, bref prélude dans lequel « les harmonies raffinées des flûtes enrobent les longues tenues de la trompette »[6] ;
2. Entrée – «Gai et modéré », à 
, en ré majeur, mouvement de marche à l'épisode central en triolets[5] ;
3. Sarabande – « Lent », à 
, en ré mineur, sarabande qui évolue sur une basse contrainte de cordes à la façon d'une passacaille[5] ;
4. Menuet – « Animé », à 
, en ré majeur, menuet au trio en si bémol majeur, mouvement très coloré et caractérisé par le rythme syncopé de son solo de trompette[5] ;
5. Ronde française – « Assez animé », à 
, en ré majeur, finale écrit en fugato[5].

Dans une lettre écrite au compositeur à l'issue d'une répétition, le violoniste Eugène Ysaÿe, qui a créé l’œuvre à Bruxelles le 10 mars 1887, qualifie la Suite en ré « de ces œuvres venues sans forceps, [où] les diverses parties s'enchaînent sans éloigner la pensée d'un but unique, sans que l'esprit ne soit tourmenté par l'incertitude de cruels carrefours, les bonnes couleurs y abondent et cela vit ! ». Pour le musicologue Michel Stockhem, la Suite est effectivement une « pièce charmante, aussi subtile que tonique ».
Sarabande et Menuet, op. 72 (1918), est une transcription de Vincent d'Indy pour piano et quintette à vent des mouvements Sarabande et Menuet de la Suite en ré dans le style ancien.

## Discographie
- Vincent d'Indy : musique de chambre, Solistes de l'Orchestre philharmonique du Luxembourg, quatuor Louvigny, François Kerdoncuff (piano), Timpani 1C1119, 2007[8].